# أوليفر داهل
أوليفر داهل (بالنرويجية البوكمول: Oliver Dahl-Goli )‏ (و. 1897 – 1976 م) هو سياسي نرويجي، كان عضوًا في الحزب الديمقراطي المسيحي (النرويج)، توفي عن عمر يناهز 79 عاماً.

## مناصب
تولى منصب عضو برلمان النرويج ‏.

## جوائز
حصل على جوائز منها:
- King's Medal of Merit [الإنجليزية]‏.